# أق درة (ديكلة)
أق درة (بالفارسية: آغ‌دره) هي منطقة سكنية تقع في إيران في قسم ديكلة الریفي. يقدر عدد سكانها بـ 17 نسمة .